# Susan Fiske
Susan Tufts Fiske (* 19. August 1952) ist eine US-amerikanische Sozialpsychologin.

## Leben
Sie ist die Tochter des Psychologen und Professors an der University of Chicago Donald W. Fiske, ihre Mutter Barbara Page Fiske war führend in der Bürgerrechtsbewegung in Chicago. Ihr Bruder Alan Fiske ist Anthropologie-Professor an der UCLA. Fiske studierte Soziologie am Radcliffe College und wurde 1978 an der Harvard University promoviert (Attention and the Weighting of Behavior in Person Perception). In Harvard begann ihre Zusammenarbeit mit Shelley Taylor über soziale Anerkennung, was zu ihrem Buch über Social Cognition führte und einer Verbindung von Sozialpsychologie mit kognitiver Psychologie. Sie ist Eugene Higgins Professor für Psychologie an der Princeton University.
Sie ist mit dem Soziologie-Professor in Princeton Douglas Massey verheiratet.

## Werk
Sie befasst sich mit sozialer Anerkennung, Vorurteilen und Stereotypen und wie diese durch soziale Beziehungen (Kooperation, Wettbewerb, Macht) geformt werden. Mit Kollegen entwickelte sie 2002 das Stereotype Content Model (SCM), nach der das sich in Vorurteilen manifestierende Ansehen sozialer Gruppen auf Wärme (dadurch beeinflusst, dass es keine Konkurrenz in der Gruppe gibt) und Kompetenz (Status) beruht und nicht auf einem Kriterium allein, was auch zu ambivalenten Einstufungen führen kann. Zum Beispiel führt niedrige Wärme (hohe Konkurrenz) und niedrige Kompetenz (wie bei armen Bevölkerungsschichten und Sozialhilfeempfängern) zu Verachtung, hohe Kompetenz und niedrige Wärme (zum Beispiel bei Vorurteilen gegen Juden, Asiaten, reichen Leuten) zu Neid und Missgunst, niedrige Kompetenz und hohe Wärme zu einer paternalistischen, väterlich bedauernden Haltung (zum Beispiel ältere, behinderte Menschen, Hausfrauen), hohe Wärme und Kompetenz zu Bewunderung und Stolz (zum Beispiel Eigengruppe).

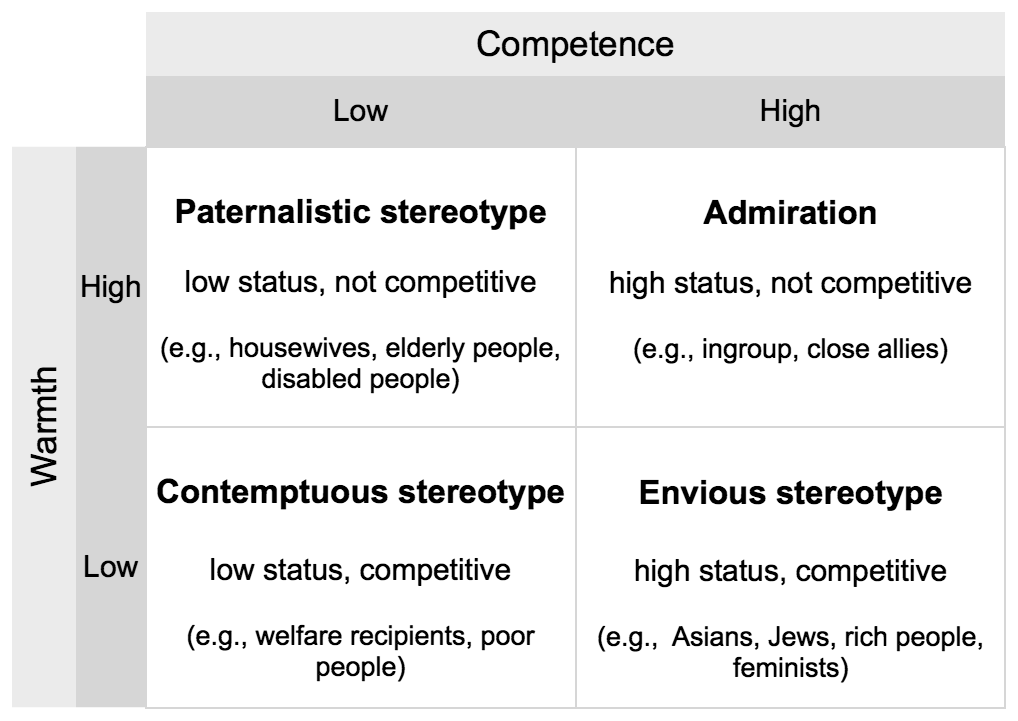
Stereotype Content Model

Mit Peter Glick entwickelte sie die Ambivalente-Sexismus-Theorie, die von zwei Arten von Vorurteilen gegenüber Frauen ausgeht, feindliche und positive Einstellungen reflektierend. Sie untersuchte, wie sich Macht, definiert als Kontrolle wichtiger Ressourcen, auf Stereotype auswirkt und entwickelte ein Kontinuummodell dafür, wie Eindrücke von Personen bei anderen entstehen, gesteuert von den vorhandenen Informationen und den Motiven der Person, bei der der Eindruck entsteht.

## Replikationskrise
Eine Welle von Wiederholungen von Experimenten von Sozialpsychologen und in anderen Bereichen der Psychologie führte insbesondere in den 2010er Jahren häufig zu negativen Ergebnissen – die Ergebnisse konnten nicht reproduziert werden (Replikationskrise). Einige Kritiker unterzogen in breitem Umfang und systematisch teilweise vorher aufsehenerregende Arbeiten von Psychologen einer erneuten Untersuchung und veröffentlichten in den Onlinemedien Umgehung der etablierten akademischen Publikationswege. Fiske kritisierte diese Verfahren und deren Vertreter ohne Namensnennung als methologischen Terrorismus. Nach ihrer Meinung hätten sie ihre Kritik nur entweder persönlich oder in anerkannten Fachzeitschriften äußern sollen, sah eine Form von Fanatismus (selbst ernannte Datenpolizei) im Vorgehen dieser Kritiker und sie sah in der öffentlichen Verbreitung über Twitter und Facebook eine Form des Mobbing (public bullying). Die Aktivität dieser Kritiker, die häufig statistische Fehler und Schwachpunkte monieren und auch aus anderen Feldern als der Psychologie wie Soziologie oder Politologie kommen, würde Karrieren schaden, das Klima in der Psychologie vergiften, die Wissenschaft unterhöhlen und außerdem häufig ohne Peer-Review ihre nach ihrer Meinung suspekten Ergebnisse verbreiten. Die Kritik von Fiske sollte in einem Brief an APS Observer erscheinen, drang aber vorher an die Öffentlichkeit und löste eine heftige Kontroverse aus. In der veröffentlichten Version ihres Briefes entschärfte Fiske einige ihrer Formulierungen, beklagte aber erneut ein Abgleiten des Diskussionstons und Schaden für die Wissenschaft: Kollegen auf allen Karrierestufen berichten über Abwanderung aus dem Forschungsgebiet aufgrund so wie sie es sehen rein feindseliger Böswilligkeit. Ich habe von Doktoranden gehört die die akademische Welt verlassen, Assistenzprofessoren die Angst haben sich für eine Professur zu bewerben, Forscher in der Mitte ihrer Karriere die sich sorgen wie sie ihre Labore schützen können und ältere Fakultätsmitglieder, die vorzeitig in den Ruhestand gehen, alles wegen einer Atmosphäre methodologischer Einschüchterung Fiske veröffentlichte auch danach weitere Schlussfolgerungen und Empfehlungen aus der Replikationskrise.

## Ehrungen, Mitgliedschaften, Herausgeberschaft
Fiske gab mit Daniel Schacter und Shelley Taylor den Annual Review of Psychology heraus und mit Daniel Gilbert und Gardner Lindzey das Handbook of Social Psychology. 2005 wurde Fiske in die American Academy of Arts and Sciences gewählt, 2013 in die National Academy of Sciences und 2014 in die American Philosophical Society. 2010 wurde sie Fellow der British Academy. Seit 2009 ist sie Fellow der American Association for the Advancement of Science und 2009 wurde sie Guggenheim Fellow. Sie ist Ehrendoktorin der Universitäten Leiden, Basel und der katholischen Universität Löwen. Sie war Präsidentin der Association for Psychological Science. Für 2020 wurde Fiske der BBVA Foundation Frontiers of Knowledge Award für Geistes- und Sozialwissenschaften zugesprochen.

## Schriften (Auswahl)
- mit Shelley Taylor: Social Cognition. From Brains to Culture, 4. Auflage, Sage 2013 (1. Auflage Addison-Wesley, Random House, 1984)
- mit S. L. Neuberg: A continuum model of impression formation, from category-based to individuating processes: Influence of formation and motivation on attention and interpretation, in: M. P. Zanna (Hrsg.), Advances in experimental social psychology, Band  23, 1990, S. 1–74
- Controlling other people: The impact of power on stereotyping,  American Psychologist, Band 48, 1993, S. 621–628.
- mit P. Glick: The ambivalent sexism inventory: Differentiating hostile and benevolent sexism, Journal of Personality and Social Psychology, Band 70, 1996, S. 491–512.
- mit  M. Lin, S. L. Neuberg: The continuum model, in: S. Chaiken, Y. Trope (Hrsg.), Dual-Process Theories in Social Psychology. Guilford Press 1999.
- Stereotyping, prejudice, and discrimination at the seam between the centuries: Evolution, culture, mind, and brain,  European Journal of Social Psychology, Band 30, 2000, S. 299–322.
- mit Amy J. Cuddy, Peter Glick, Jun Xu: A Model of (Often Mixed) Stereotype Content: Competence and Warmth Respectively Follow From Perceived Status and Competition, Journal of Personality and Social Psychology, B and 82, 2002, S. 878–902.
- Journey to the edges: Social structures and neural maps of intergroup processes, British Journal of Social Psychology, Band 51, 2012, S. 1–12.
- mit M. Cikara: Bounded empathy: Neural responses to outgroup targets' (mis)fortunes, Journal of Cognitive Neuroscience, Band 23, 2011, S. 3791–3803
- mit Alexander T. Todorov, Deborah Prentice: Social neuroscience: Toward understanding the underpinnings of the social mind, Oxford University Press 2011.
- Envy Up, Scorn Down: How Status Divides Us, Russell Sage Foundation 2011
- mit Chris Malone : The Human Brand: How We Relate to People, Products, and Companies, San Francisco: Jossey Basse 2013
- Social Beings, 4. Auflage, Wiley 2014